# Eagle Electric Automobile Company
Eagle Electric Automobile Company war ein US-amerikanischer Hersteller von Automobilen.

## Unternehmensgeschichte
Das Unternehmen wurde im Juni 1915 in Detroit in Michigan gegründet. Beteiligt waren Herman A. Schmidt als Konstrukteur, Henry Clay Judson und Cass C. Smith. Sie begannen mit der Produktion von Automobilen. Der Markenname lautete Eagle, evtl. mit dem Zusatz Electric. 1916 endete die Produktion. Die Verkaufszahlen blieben gering.

## Fahrzeuge
Im Angebot standen Elektroautos. Die Leistung des Elektromotors ist nicht überliefert. Genannt sind Coupés mit drei Sitzen und Limousinen mit fünf Sitzen. Die Fahrzeuge konnten sowohl mit als auch ohne Batterien gekauft werden.

## Übersicht über Pkw-Marken aus den USA, die mitEaglebeginnen
| Marke          | Hersteller                            | Vermarktungsbeginn | Vermarktungsende | Ort, Bundesstaat      |
| -------------- | ------------------------------------- | ------------------ | ---------------- | --------------------- |
| Eagle          | Eagle Automobile Company (New York)   | 1905               | 1905             | Buffalo, New York     |
| Eagle          | Eagle Automobile Company (New Jersey) | 1905               | 1907             | Rahway, New Jersey    |
| Eagle          | Eagle Motor Carriage Company          | 1908               | 1908             | Elmira, New York      |
| Eagle          | Eagle Automobile Company (Missouri)   | 1909               | 1909             | St. Louis, Missouri   |
| Eagle          | Eagle-Macomber Motor Car Company      | 1914               | 1915             | Chicago, Illinois     |
| Eagle          | Eagle Electric Automobile Company     | 1915               | 1916             | Detroit, Michigan     |
| Eagle          | Durant Motors                         | 1923               | 1924             | Lansing, Michigan     |
| Eagle          | Eagle Manufacturing                   | 1978               | 1984             | Campbell, Kalifornien |
| Eagle          | Eagle Coach Work                      | 1980               | 2001             | Amherst, New York     |
| Eagle          | Eagle (US-amerikanische Automarke)    | 1987               | 1998             | Detroit, Michigan     |
| Eagle-Macomber | Eagle-Macomber Motor Car Company      | 1916               | 1918             | Sandusky, Ohio        |